# Jean Laloy
Pour les articles homonymes, voir Laloy.

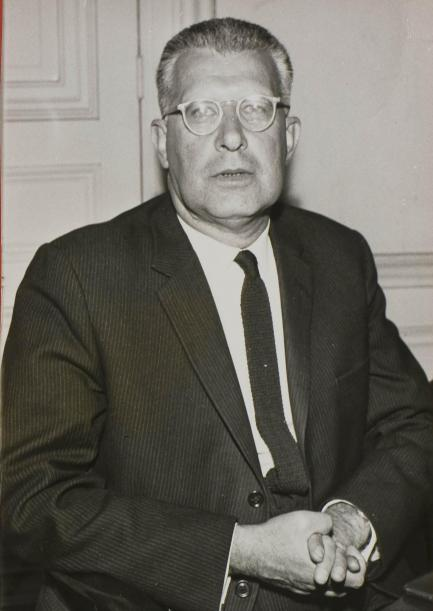
Jean Laloy (vers 1970).

Jean Laloy est né à Meudon le 1er avril 1912 et est mort le 4 août 1994 à Colombes. Il a été haut fonctionnaire et diplomate.

## Biographie

### Jeunesse et études
Fils de Louis Laloy, secrétaire général de l’Opéra, et de Suzanne Babaian, pianiste de concert, il est le filleul de Claude Debussy. En 1937, il épouse Karen Gjestland (Oslo, 1915-Meudon-Bellevue, 1995), avec qui il a sept enfants.
Il est licencié ès lettres. Parallèlement à sa scolarité à l'École libre des sciences politiques, il étudie le russe de l’Institut national des langues et civilisations orientales, dont il est également diplômé.

### Parcours professionnel
Il est, à partir de 1937, attaché de consulat à Tallinn (Estonie), attaché d’ambassade à Moscou, en poste à Wiesbaden, consul à Genève, puis, révoqué par le régime de Vichy, il appartient à la délégation des Mouvements unis de résistance et à la délégation du Gouvernement provisoire de la République française (GPRF) en Suisse ; il se lie avec Henri Frenay.
Fin 1944, il est l’interprète du général de Gaulle lors de la signature, avec Staline, du pacte franco-soviétique ; dans ses Mémoires de guerre, le général relève que « Laloy parlait bien le russe ». Il fait ensuite partie de la délégation française à la plupart des grandes conférences internationales, dont celle de San Francisco en 1945. René Dabernat a écrit que « son nom est associé à la construction de l’Europe, à la naissance du Pacte atlantique, à la Conférence de Berlin de 1954, où Molotov le tenait pour son adversaire personnel. Il est considéré comme l’un des meilleurs experts des affaires soviétiques et communistes ».
Nommé ministre plénipotentiaire en 1954, à 42 ans, et, l’année suivante, conseiller au cabinet d’Edgar Faure, qui, dans ses Mémoires évoque « la valeur personnelle de ce grand diplomate, européen de grande obédience, dans le style de Jean Monnet ». Directeur adjoint du cabinet d’Antoine Pinay, il est ministre-conseiller de l’ambassade de France à Moscou en 1955-1956. Directeur d’Europe du ministère des Affaires étrangères de 1956 à 1961, il est l’un des négociateurs du traité de Rome et contribue au rapprochement franco-allemand. De 1961 à 1964, il est directeur adjoint des Affaires politiques, c’est-à-dire le n°3 du Quai d’Orsay, où il doit affronter la grave crise de Berlin de 1961 conduisant à la construction du Mur, dont il était déjà l’un des experts à celle de 1959 : « Son influence, écrit L’Express, sur les négociations l’a fait surnommer par les journalistes occidentaux : le nouveau Dulles », du nom de John Foster Dulles, chef de la diplomatie américaine. Lord Gladwyn écrit dans ses mémoires que, lorsqu’il était ambassadeur à Paris, il rencontrait deux interlocuteurs : Pierre Mendès France et Jean Laloy : « J’avais pour son jugement un très grand respect ». De 1964 à 1968, il est nommé ambassadeur, conseiller diplomatique du gouvernement. Réticent à l’égard de l’ouverture à l’Est et de la politique anti-européenne, il dirige, jusqu’à 1974, les Archives diplomatiques. Il manque alors l’ambassade auprès du Saint-Siège, refuse celle de Bonn pour prendre la seule direction générale du Quai d’Orsay, celle des Relations culturelles, qu’il quitte, en 1977, pour la présidence de la Commission interministérielle franco-allemande.
En 1975, il est élu au premier tour à l’Académie des sciences morales et politiques, au fauteuil de l’ancien ministre Paul Bastid. Attentif au sort des dissidents soviétiques, c'est sur sa proposition qu'il y fait élire, en juin 1980, Andreï Sakharov, le prix Nobel russe, en qualité d'associé étranger ; celui-ci est ensuite élu en février 1981, à l'Académie des sciences. Dans le cadre d'une séance commune aux deux académies, le 28 mai 1984, Jean Laloy rend un hommage au grand savant sous le titre «Andrei Sakharov et le monde d’aujourd’hui». Auparavant il lui avait consacré un article inititulé «Hommage à Soljenitsyne, Sakharov et leurs compagnons». Ses entretiens avec Soljenitsyne ont fait l'objet d'un récit dans la revue Commentaire. 
Ce « diplomate chrétien tout en pudeur et en finesse », dont « l’intelligence déplaisait aux médiocres », était proche de Raymond Aron, avec qui il fonde la revue Commentaire, et du philosophe Jacques Maritain, ami et voisin, à Meudon, de son père. Grand interprète de piano, il compose plusieurs œuvres, restées inédites. Dans ses mémoires, l’ambassadeur Henri Froment-Meurice note que « personne ne dira jamais assez ce que la diplomatie française doit à l’une de ses plus fermes et lumineuses intelligences ». Au début des années cinquante, il semble avoir prédit la fin du bloc soviétique, si l'on en croit l'ouvrage de Geneviève Maelstaf se fondant sur ses notes et rapports : "Laloy rappelle que « tout empire périra » et que le totalitarisme soviétique s'effondrera un jour ou l'autre : la question allemande sera alors à nouveau ouverte, et avec elle, le sort des pays satellisés de l'Europe orientale" Le Canard enchaîné du 12 juin 1974 le qualifie de « la plus grosse tête du Quai d'Orsay ». Il est commandeur de la Légion d’honneur et grand officier de l'ordre national du Mérite.
Il repose au cimetière à Rahon (Jura), auprès de son père Louis Laloy qui fut maire de ce village entre 1935 et 1940.

### Parcours professoral
De 1950 à 1981, il enseigne les relations internationales à l’Institut d’études politiques. Il enseigne aussi à l'École nationale d'administration, dont il préside le jury en 1974.

## Œuvres
- La Politique extérieure de l'U.R.S.S., 1960
- Entre guerres et paix, 1945-1965, 1966
- Le Socialisme de Lénine, 1967
- Yalta : hier, aujourd'hui, demain, 1988 (traduit en néerlandais, allemand, américain, 1989-1990)

Traductions
- Vladimir Soloviev : Conscience de la Russie, la vocation de la Russie, la Chine et l'Europe, récit sur l'Antéchrist, textes choisis et présentés par Jean Gauvain [pseudonyme de Jean Laloy], 1950
- Anonyme : Récits d'un pèlerin russe, traduits et présentés par Jean Laloy, 1966 ; 1978 ; 1999
- Alexandre Blok : Les Scythes et autres poèmes, traduits par Eliane Bickert et Jean Laloy, 1967